# Efika

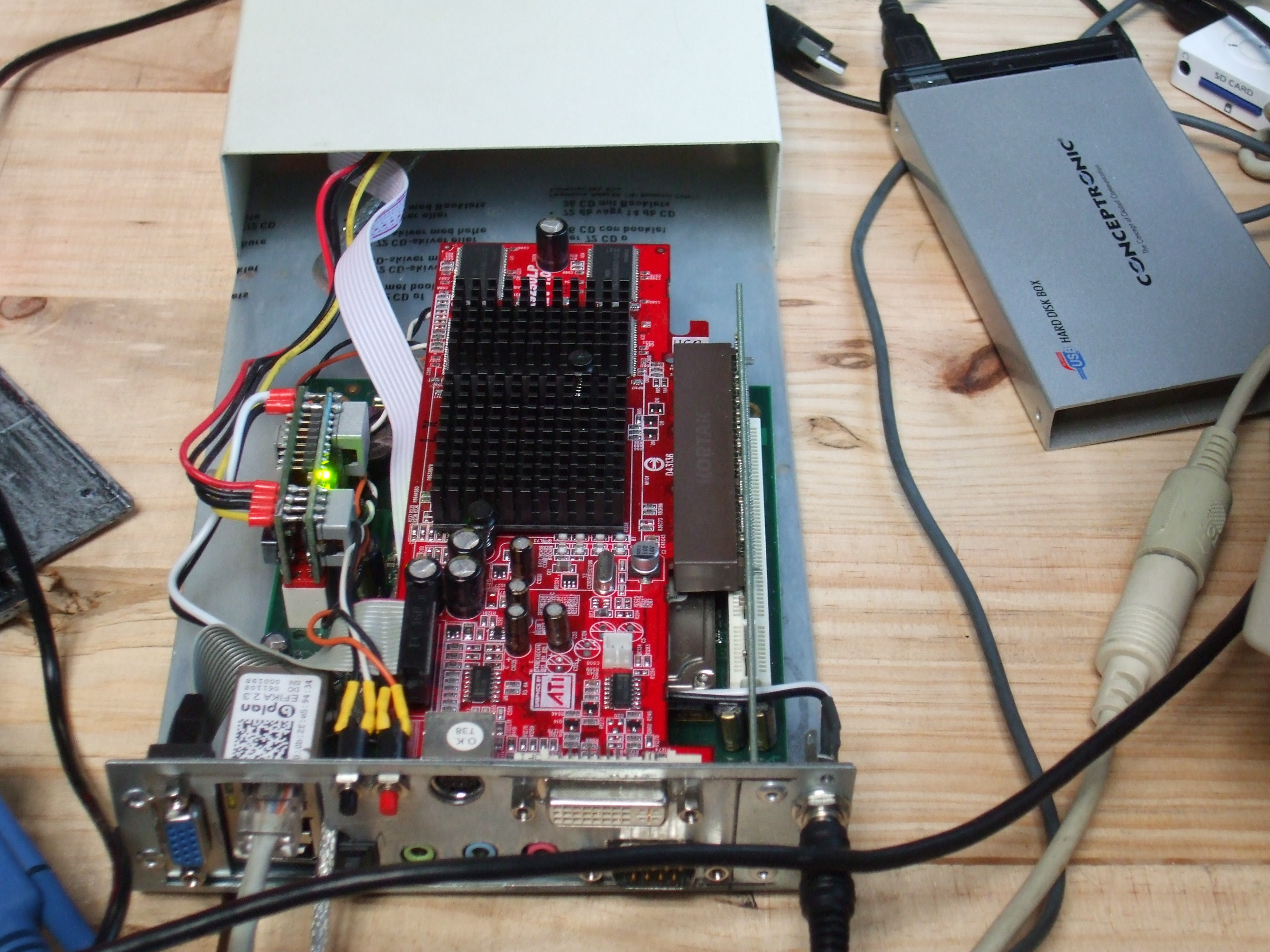
EFIKA 2.3 und AGP ATI Radeon 9250L/SE

Efika (esperanto für effizient) ist eine Gruppe von Einplatinencomputern des Herstellers Genesi. Der erste basierte auf der PowerPC-Architektur, der Efika MX basiert auf einem Freescale i.MX515 SoC (ARM-Architektur).
Genesi adressiert mit den Efika-Boards den Markt für Thin Clients, Unterhaltungselektronik und eingebetteten Systeme.

## Technische Daten Efika 5200B
Der Efika 5200B basiert auf dem CHRP-Standard und ist für Betriebssysteme wie Linux, MorphOS, Symobi und einige mehr geeignet. Im Gegensatz zu vergleichbaren Systemen bietet er eine leistungsfähige Implementierung der Open Firmware.
- Freescale MPC5200B PowerPC SoC (PowerPC-603e-Prozessorkern) mit bis zu 466 MHz
- 128 MB DDR-SDRAM (verlötet)
- IDE, 2×USB 1.1, Serielle Schnittstelle, IrDA
- AC’97 (Stereoton, S/PDIF)
- 10/100 Mbit/s Ethernet (Realtek 8201)
- PCI/AGP-Steckkartenplatz (inkl. Riser-Karte)